# Julie Strain
Julie Strain (Concord (Californië), 18 februari 1962 - 10 januari 2021, Corona (Californië)) was een Amerikaanse actrice en model.

## Biografie
Strain begon haar filmcarrière in 1990 in Repossessed. In 1991 poseerde ze voor Penthouse. In datzelfde jaar had ze een kleine rol in Double Impact en Out for Justice. In 1994 had ze een rolletje in Naked Gun 33⅓: The Final Insult en in Beverly Hills Cop III. Ze speelde mee in de meeste films van de reeks The Triple B Series by Andy Sidaris, een twaalfdelige reeks erotische actiefilms. Sidaris maakte zijn laatste film van de reeks in 1998. Strain speelde daarna nog in B-films. In 2009 stopte ze met acteren. Vanaf 2017 leed ze aan dementie.
Strain overleed in januari 2021.

## Filmografie (selectie)
- Repossessed (1990); onvermeld
- Double Impact (1991)
- Out for Justice (1991)
- Carnal Crimes (1991)
- Penthouse: Fast Cars Fantasy Women (1991)
- Mirror Images (1992)
- Witchcraft IV: The Virgin Heart (1992)
- Love Is Like That (1992)
- Night Rhythms (1992)
- The Unnamable II: The Statement of Randolph Carter (1992)
- Soulmates (1992)
- Love Bites (1993)
- Fit to Kill (1993)
- Psycho Cop Returns (1993)
- Lingerie Dreams 2 (1994)
- Naked Gun 33⅓: The Final Insult (1994)
- Beverly Hills Cop III (1994)
- Midnight Confessions (1994)
- The Devil's Pet (1994)
- Sorceress (1995)
- Victim of Desire (1995)
- Blonde Heaven (1995)
- Red Line (1995)
- Virtual Desire (1995)
- Starstruck (1995)
- Night Visions (1995)
- Dark Secrets (1996)
- Heidi's House: Upstairs (1996)
- Heidi's House: The Party (1996)
- Squanderers (1996)
- Penthouse: All Access (1996)
- Day of the Warrior (1996)
- Busted (1997)
- Bikini Hotel (1997)
- Guns of El Chupacabra (1997)
- Sorceress II: The Temptress (1997)
- Lethal Seduction (1997)
- The Last Road (1997)
- Heavenly Hooters (1997)
- Masseuse 3 (1998)

- L.E.T.H.A.L. Ladies: Return to Savage Beach (1998)
- Armageddon Boulevard (1999)
- Bloodthirsty (1999)
- Devin's Barefoot Initiation (1999)
- The Escort III (1999)
- Ride with the Devil (1999)
- Heavy Metal 2000 (2000); stemrol
- The Bare Wench Project (2000)
- Centerfold Coeds: Girlfriends (2000)
- BattleQueen 2020 (2001)
- The Bare Wench Project 2: Scared Topless (2001)
- Sex Court: The Movie (2001)
- Purgatory Blues (2001)
- Bleed (2002)
- Thirteen Erotic Ghosts (2002)
- The Bare Wench Project 3: Nymphs of Mystery Mountain (2002)
- Smoke Pot Till You Fucking Die (2002)
- Planet of the Erotic Ape (2002)

- Delta Delta Die! (2003)
- Bare Wench Project: Uncensored (2003)
- Tales from the Crapper (2004)
- Bare Wench: The Final Chapter (2005)
- Party Girls of America (2006)
- Azira: Blood from the Sand (2006)
- The Devil's Muse (2007)
- Chantal (2007)
- Magus (2008)
- Space Girls in Beverly Hills (2009)

- Biblioteca Nacional de España: XX1550256
- Bibliothèque nationale de France: cb140366562 (data)
- Gemeinsame Normdatei: 131608614
- International Standard Name Identifier: 0000 0003 7399 3114
- Library of Congress Control Number: no96011076
- Virtual International Authority File: 27266817
- WorldCat: E39PBJqqvQdcKBbCwCFctq3JDq